# Euphyia elaeoptera
Euphyia elaeoptera là một loài bướm đêm trong họ Geometridae.